# Ornella Vanoni

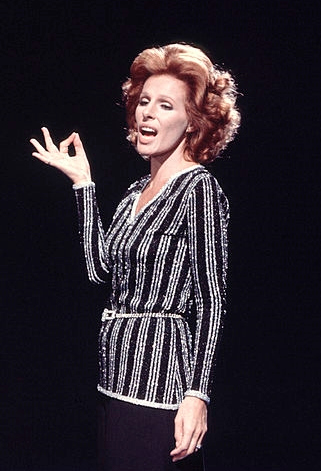
Ornella Vanoni in de jaren 1960

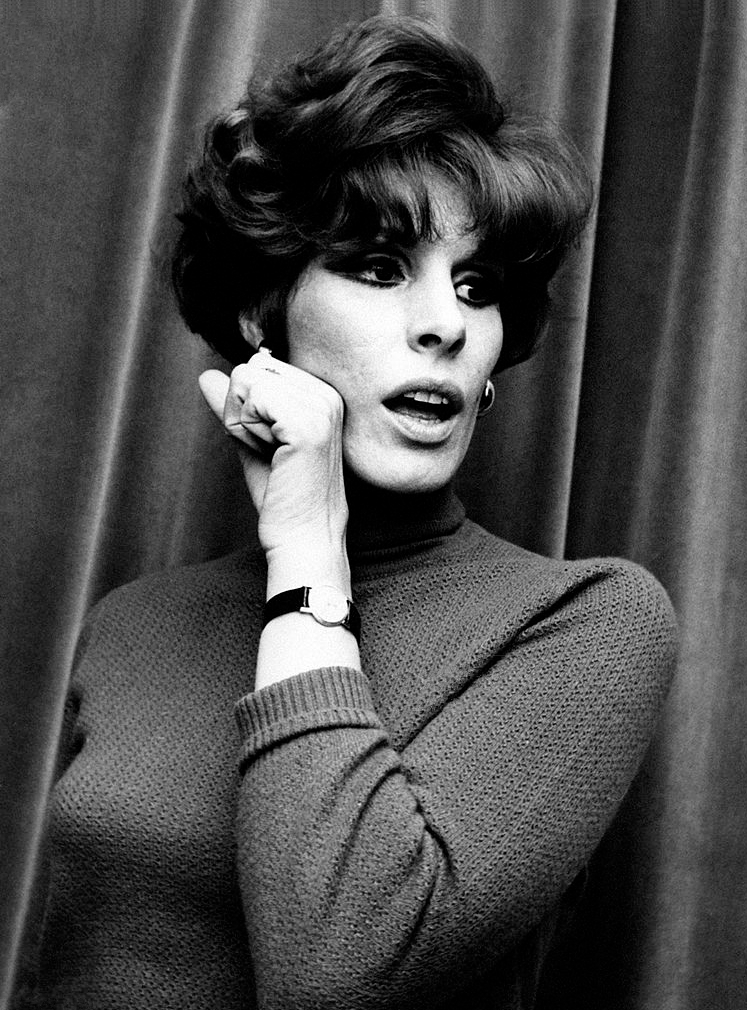
Ornella Vanoni in 1968

Ornella Vanoni (Milaan, 22 september 1934) is een Italiaanse zangeres en actrice.
Vanoni begon haar artistieke loopbaan in 1960 als vertolker van theaterrollen van Berthold Brecht onder regie van Giorgio Strehler. Ook begon zij in die periode met zang. Ze trad op en maakte plaatopnames van traditionele Italiaanse volksmuziek en bekende liederen uit die periode. Haar vertolkingen van het genre van liederen die de georganiseerde misdaad, de maffia, weergeven in de teksten gaf haar de bijnaam Cantante della Mala, oftewel zangeres van de onderwereld. In haar geboorteland oogstte ze succes met de liederen Senza Fine en Che cosa c'e die voor haar geschreven waren door Gino Paoli. In 1956 maakte ze haar debuut als actrice in het toneelstuk Zes personages op zoek naar een auteur van Luigi Pirandello. In 1960 trouwde ze met de zakenman Lucio Ardenzi, twee jaar later werd hun zoon, Cristiano, geboren. 
In 1963 won ze het jaarlijkse Festival van het Napolitaanse Lied met het lied Tu si na cosa grande.
In de jaren erna nam ze met groot succes deel aan een aantal afleveringen van het Festival van het Italiaanse Lied dat jaarlijks georganiseerd wordt in San Remo. In de jaren zeventig werkte ze samen met verschillende tekstschrijvers en componisten die liederen voor haar schreven die zij uitvoerde en opnam op de plaat. In 1989 keerde ze terug naar het Festival van San Remo met het lied Lo come faro. Tien jaar later nam ze het duet Alberi op met Enzo Gragnaniello. In 2004 nam ze een duettenalbum op met Gino Paoli ter ere van haar zeventigste verjaardag. In datzelfde jaar werd haar hit L'appuntamento gebruikt in de film "Ocean's Twelve", wat tot een heropleving van de populariteit van dit nummer leidde.
Naast haar omvangrijke zangcarrière was Vanoni actief als actrice in het theater, op televisie, speelde in films en werkte als fotomodel. Ze poseerde naakt voor de Italiaanse Playboy.

## Discografie
- Ornella Vanoni 1 (1961)
- Caldo (1965)
- Ornella (1966)
- Ornalla Vanoni (1967)
- Ai miei amici cantautori (1968)
- Ai miei amici cantautori (1969)
- Ah! L'amore l'amore quante cose fa fare l'amore (1971)
- Rileggendo vecchie lettere d'amore (1971)
- Un gioco senza età (1972)
- Dettagli (1973)
- Ornella Vanoni e altre storie (1973)
- A un certo punto (1973)
- La voglia di sognare (1974)
- Quei giorni insieme a te (1974)
- Uomo mio bambino mio (1975)
- La voglia la pazzia l'incoscienza l'allegria (1976)
- Più (1976)
- Io dentro (1977)
- Io dentro - io fuori (1977)
- Vanoni (1978)
- Oggi le canto così, vol.1 (1979)
- Oggi le canto così, vol.2 (1980)
- Ricetta di donna (1980)
- Duemilatrecentouno parole (1981)
- Oggi le canto così, vol.3 (1982)
- Oggi le canto così, vol.4 (1982)
- Uomini (1983)
- Insieme (1985)
- Ornella &... (1986)
- O (1987)
- Il giro del mio mondo (1989)
- Quante storie (1990)
- Stella nascente (1992)
- Io sono come sono... (1995)
- Sheherazade (1995)
- Argilla (1997)
- Adesso (1999)
- E poi...la tua bocca da baciare (2001)
- Un panino una birra e poi... (2001)
- Sogni proibiti (2002)
- Noi, le donne noi (2003)
- Ti ricordi? No non mi ricordo (2004)
- Più di me (2008) (duets album)( ITA : 3x platinum)

## Filmografie
- Romolo e Remo (1961)
- Canzoni in bikini (1963)
- Amori pericolosi (1964)
- I viaggiatori della sera (1979)

- Biblioteca Nacional de España: XX1146925
- Bibliothèque nationale de France: cb139007393 (data)
- Gemeinsame Normdatei: 12969469X
- International Standard Name Identifier: 0000 0000 5930 4245
- Library of Congress Control Number: no2001038126
- MusicBrainz: 003f3a74-7595-4da7-b46b-19a8f8e9a1b5
- Nationale Bibliotheek van Polen: a0000003422045
- Istituto Centrale per il Catalogo Unico: RAVV109784
- Virtual International Authority File: 38005239
- WorldCat: E39PBJhxkjP8yC36VB9rVp6R8C